# Le Fantôme (film, 1982)
Pour plus de détails, voir Fiche technique et Distribution.
Le Fantôme (Das Gespenst) est un film allemand réalisé par Herbert Achternbusch, sorti en 1982.

## Synopsis
Dans un couvent de Bavière, le Christ descend de sa croix.

## Fiche technique
- Titre : Le Fantôme
- Titre original : Das Gespenst
- Réalisation : Herbert Achternbusch
- Scénario : Herbert Achternbusch
- Photographie : Jörg Schmidt-Reitwein
- Montage : Micki Joanni
- Production : Herbert Achternbusch
- Pays :  Allemagne de l'Ouest
- Genre : Drame
- Durée : 88 minutes
- Dates de sortie : 
  -  Allemagne de l'Ouest : 30 octobre 1982

## Distribution
- Herbert Achternbusch : le supérieur
- Annamirl Bierbichler : la supérieure
- Werner Schroeter : l'évêque
- Kurt Raab : Poli
- Dietmar Schneider : Zisti
- Josef Bierbichler : Romain / fermier
- Franz Baumgartner : Romain / représentant
- Alois Hitzenbichler : Romain / prêtre
- Judit Achternbusch : novice
- Rut Achternbusch : novice
- Gabi Geist : épouse
- Gunter Freyse : homme
- Ann Poppel : femme

## Distinctions
Le film a été présenté en sélection officielle en compétition lors de Berlinale 1983.